# Portilla (kommun)
Portilla är en kommun i Spanien.   Den ligger i provinsen Provincia de Cuenca och regionen Kastilien-La Mancha, i den centrala delen av landet, 140 km öster om huvudstaden Madrid. Arean är 32 kvadratkilometer.
Terrängen i Portilla är kuperad österut, men västerut är den platt.